# Cissus dinklagei
Cissus dinklagei är en vinväxtart som beskrevs av Gilg & Brandt. Cissus dinklagei ingår i släktet Cissus och familjen vinväxter. Inga underarter finns listade i Catalogue of Life.